# Tokugawa Iemochi
Tokugawa Iemochi (徳川 家茂?; Edo, 17 luglio 1846 – Osaka, 20 luglio 1866) è stato un militare giapponese.

## Biografia

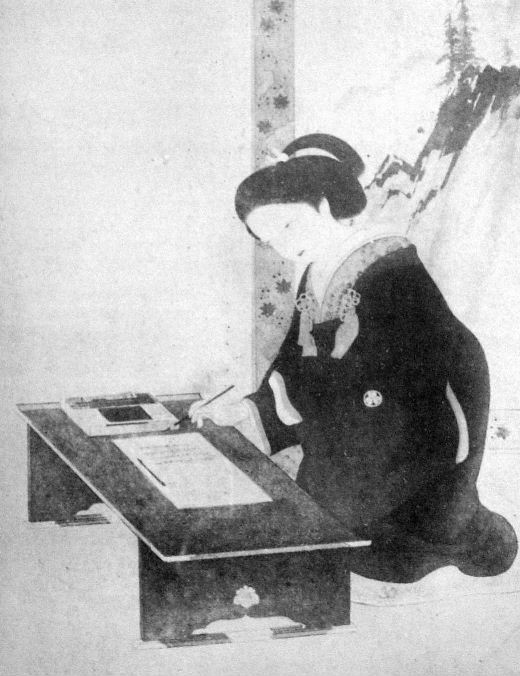
Kazu-no-miya, la moglie di Iemoichi

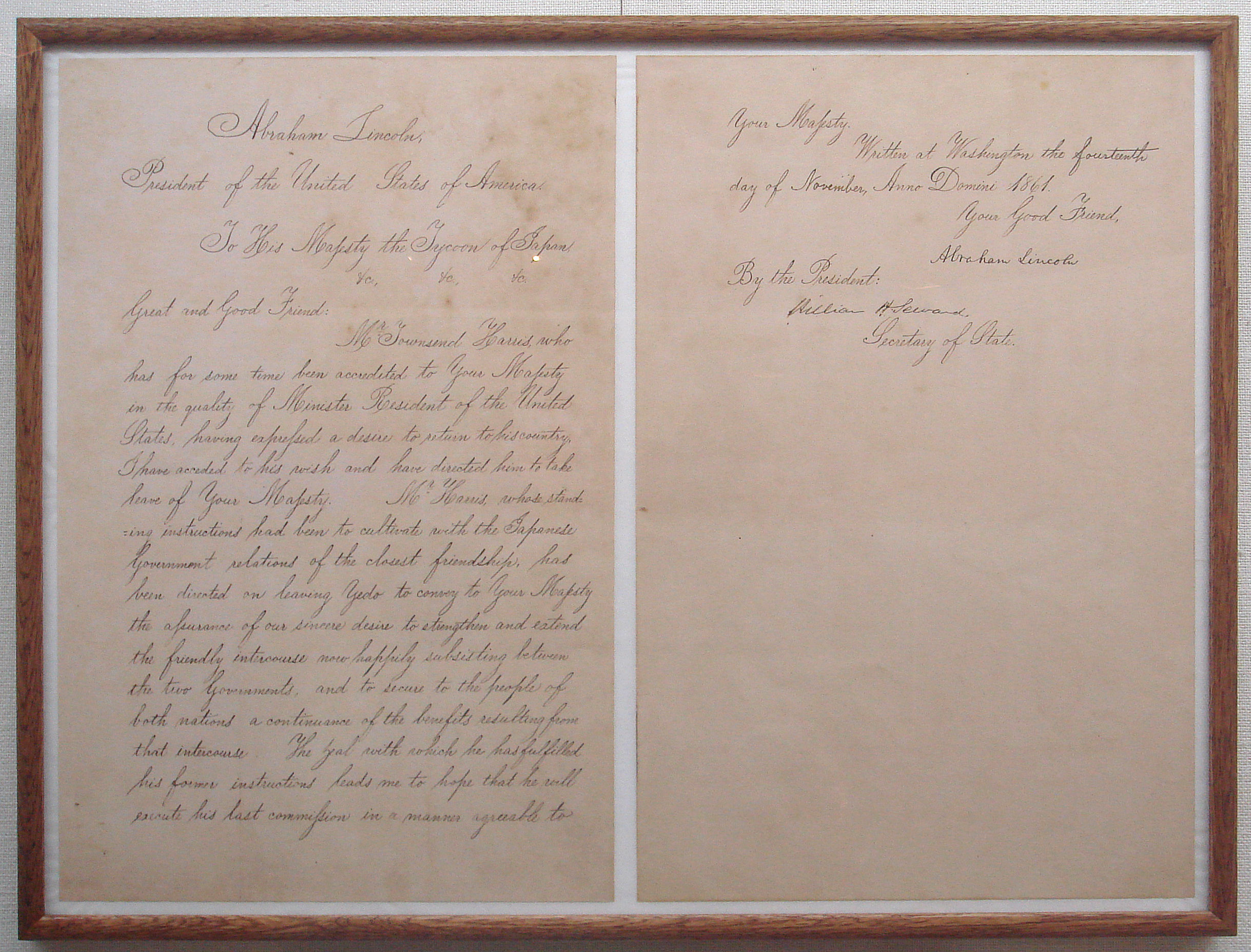
Lettera di Abraham Lincoln allo Shogun Tokugawa Iemochi che annuncia la partenza di Townsend Harris, 14 novembre 1861.

Figlio di Tokugawa Nariyuki, fu il quattordicesimo shōgun dello shogunato Tokugawa. Il padre, Nariyuki, era daimyō di Wakayama, e discendente della linea Kii del clan Tokugawa; alla nascita gli fu dato il nome Kikuchiyo. Ad 1 anno d'età, nel 1847, fu adottato da Narikatsu, figlio dello shōgun Tokugawa Ienari, che non aveva avuto eredi maschi.
Nel 1851 si tenne la sua cerimonia di maturità, nella quale scelse il nome Yoshitomi. Nel 1858, alla morte dello shōgun Iesada, che non aveva concepito eredi, fu nominato nuovo shōgun, ed assunse il nome Iemochi.
Aderì al movimento kōbu gattai ("Unione di Corte imperiale e Bakufu"), e sposò la principessa imperiale Kazu-no-Miya Chikako, figlia dell'Imperatore Ayahito, e sorella minore dell'Imperatore Osahito, ma morì a soli 21 anni. La causa della sua morte è generalmente indicata come beriberi, una malattia causata dalla mancanza di tiamina (vitamina B1).

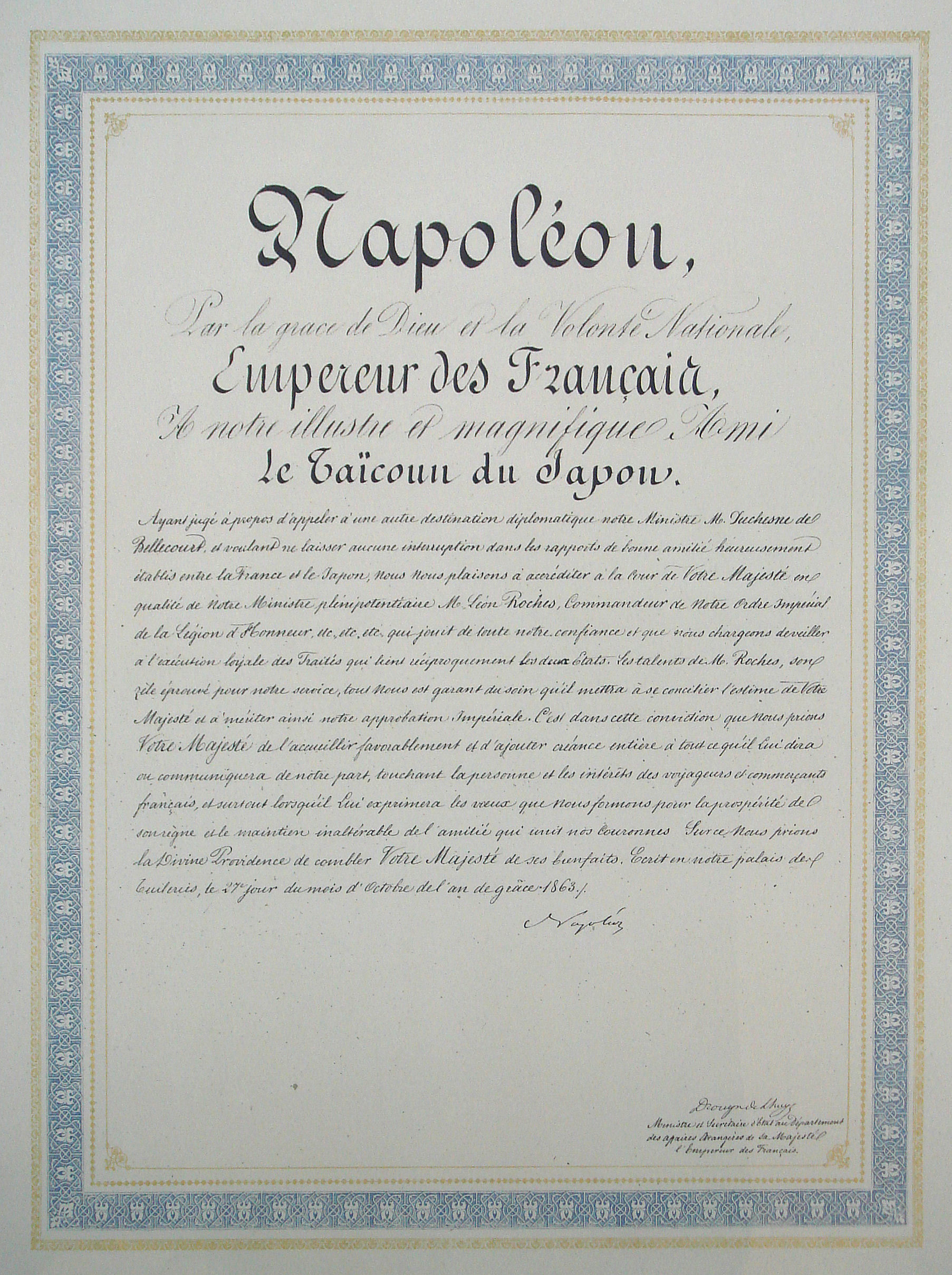
Lettera di Napoleone III a "Taikun" Tokugawa Iemochi dove nomina Léon Roches in sostituzione di Duchesne de Bellecourt, il 23 ottobre 1863, Diplomatico dell'Ufficio degli Affari Esteri in Giappone.